# Dolné Lefantovce
Dolné Lefantovce es un municipio del distrito de Nitra en la región de Nitra, Eslovaquia, con una población estimada a final del año 2024 de 711 habitantes.
Se encuentra ubicado en el centro-oeste de la región, en el valle del río Nitra (cuenca hidrográfica del Danubio) y cerca de la frontera con la región de Trnava.

## Demografía
| Año        | 1994 | 2004 | 2014    | 2024     |
| ---------- | ---- | ---- | ------- | -------- |
| Población  | 0    | 538  | 556     | 711      |
| Diferencia |      | –    | +3,34 % | +27,87 % |

| Año        | 2023 | 2024    |
| ---------- | ---- | ------- |
| Población  | 717  | 711     |
| Diferencia |      | −0,83 % |